# Каріологія

Діаграма клітинного ядра

Каріологія (з грец. káryon — ядро горіха; logos — наука) — наука про клітинне ядро, його будову та структури (хромосома, ядерце, ядерна оболонка), функції та значення для клітини. Класифікується як галузь цитології.

## Історія
Каріологія виникла в першій половині 19 століття, коли описали значення ядра для клітини. Особливого розвитку каріологія досягла наприкінці 19 ст. — початку 20 століття, коли встановили, що ядро визначає процеси спадковості. Серед основних досягнень каріології є з'ясування поведінки і мікроскопічного складу клітинних структур як в інтерфазі, так і при будь-якій формі поділу клітинного ядра (амітоз, мітоз, мейоз) і перш за все будова і закономірності розмноження хромосом.
Одним з напрямів каріології стала каріосистематика, яка вивчає каріотипи видів, родів та інших систематичних груп організмів, їх взаємозв'язки та походження. Ще однією галуззю каріології є хромологія, що вивчає будову хромосом і хромосомних субодиниць. Цитогенетика виникла на основі генетики та каріології.
З 1948 року результати важливих каріологічних досліджень публікуються в міжнародному журналі «Caryologia», який видає Флорентійський університет.
Провідними українськими каріологами були Лев Делоне (1891—1969), який здійснив штучний мутагенез у рослин за допомогою рентгенівських променів, та Григорій Левитський (1878—1942) — увів у науковий вжиток термін «каріотип», репресований радянською владою, помер у тюрмі.